# GBU-16 Paveway II
La GBU-16 Paveway II es un bomba guiada por láser, de fabricación estadounidense, de la serie Paveway, basada en la bomba de propósito general Mk 83 de 1000 libras, pero con localizador láser y alas de guía. Fue introducida en servicio en el año 1976. Es usada por la Fuerza Aérea de los Estados Unidos, la Armada de los Estados Unidos, el Cuerpo de Marines de los Estados Unidos, y varias fuerzas aéreas de la OTAN, entre ellas el Ejército del Aire de España.
Las bombas GBU-16 (igual que el resto de la serie PAVEWAY) son producidas por las empresas de defensa estadounidenses Lockheed Martin y Raytheon. Raytheon comenzó la manufacturación después de comprar la línea de producción a Texas Instruments. Lockheed Martin recibió como premio un contracto para competir con Raytheon cuando hubo una ruptura en el plan de producción causado al transferir la manufactura fuera de Texas. 
La producción de la GBU-16 por parte de Raytheon está centralizada en Arizona, Texas y Nuevo México. La de Lockheed Martin está centralizada en Pensilvania. 
La GBU-48 Enhanced Paveway II (EP2) es un arma derivada de la GBU-16 pero que cuenta, además de la guía lasérica, con la combinación de un GPS, lo que posibilita el ataque a objetivos en cualquier condición meteorológica.

### Desarrollos relacionados
- GBU-10 Paveway II
- GBU-12 Paveway II
- GBU-24 Paveway III

### Listas relacionadas
- Anexo:Aeronaves y armamento del Ejército del Aire de España